# Daniel Xuereb
Daniel Xuereb (født 22. juni 1959 i Gardanne) er en fransk tidligere fodboldspiller, der spillede som angriber. 

## Fodboldkarriere

### Klubhold
Efter at have spillet i barndomsbyens klub, AS Gardanne, kom Xuereb i 1976 til Olympique Lyon, hvor han snart kom på førsteholdet og spillede frem til 1981. Herefter skiftede han til RC Lens, inden han i 1986 kom til Paris SG. Her blev det til tre sæsoner, som blev fulgt af to i Montpellier HSC samt en enkelt i først Olympique Marseille, derpå Toulon. Han sluttede karrieren af i et par mindre klubber, inden han indstillede karrieren i 1998.
Med Marseille var han med til at blive fransk mester i 1992, mens han med Montpellier vandt pokalturneringen Coupe de France i 1990.

### Landshold
Xuereb fik debut på Frankrigs A-landshold i 1981, men efter en enkelt kamp mere i 1983 fik han ikke flere kampe i første omgang. Han kom til gengæld med på Frankrigs OL-landshold ved OL 1984 i Los Angeles, som var første gang, professionelle spillere kunne deltage i OL. Turneringen var præget af den sovjetisk-ledede boykot af legene, der betød, at alle medaljevinderne fra OL 1980 i Moskva ikke deltog. Frankrig vandt sin indledende pulje, og i kvartfinalen besejrede franskmændene Egypten, mens det i semifinalen gik ud over Jugoslavien efter forlænget spilletid. Finalen blev en kamp mellem Frankrig og Brasilien, og den endte med 2-0 til Frankrig, der dermed fik guld, mens sølvet gik til Brasilien og bronzen til Jugoslavien. Xuereb spillede alle kampe for holdet i turneringen med stor succes, idet han scorede fem af holdets mål, blandt andet begge mål i 2-0-sejren over Egypten i kvartfinalen, og han scorede også i både semifinalen og finalen. Han blev topscorer i OL-turneringen sammen med to jugoslavere.
Xuereb fik derefter enkelte kampe på A-landsholdet igen, og han var med i truppen til VM 1986, hvor han blev skiftet ind mod slutningen i semifinalen mod Vesttyskland, som Frankrig tabte; de vandt senere bronze. Xuereb fik yderligere fire kampe i 1988 og 1989 og scorede sit eneste A-landsholdsmål i en VM-kvalifikationskamp i 1988 mod Cypern, som sikrede Frankrig 1-1. I alt blev det til otte A-landsholdskampe for Xuereb.

### Titler
Ligue 1
- 1992 med Olympique Marseille

Coupe de France
- 1990 med Montpellier HSC

OL
- 1984 med Frankrig

## Videre karriere
Xuereb var spillende træner i et par af de mindre klubber, han spillede for i 1990'erne, og efter indstillingen af den aktive karriere var han fra 2008 til 2009 træner for den lille klub AS Aix.